# Konrad Eleryk
Konrad Eleryk (ur. 12 maja 1989 w Warszawie) – polski aktor teatralny, telewizyjny i filmowy.

## Życiorys
Wychowywał się w Warszawie na Grochowie. Trenował amatorsko boks tajski, ale jego plany związane z tym sportem pokrzyżowała kontuzja. Do podjęcia studiów aktorskich namówili go koledzy. W 2017 ukończył studia na wydziale aktorskim łódzkiej Filmówki.
W 2016, podczas 34. Festiwalu Szkół Teatralnych w Łodzi otrzymał Nagrodę Specjalną Opus Film dla „aktora, którego chcielibyśmy oglądać na ekranie telewizyjnym i filmowym” za rolę Księcia Filipa w Iwonie, księżniczce Burgunda Witolda Gombrowicza w reż. Anny Augustynowicz i za kreację Mojżesza, „złotej rączki” z amerykańskiej prowincji z czasów plantacji bawełny, w Laleczce Jacka Poniedziałka. 24 lutego 2018 w Teatrze Współczesnym w Szczecinie miała miejsce premiera spektaklu Pijani na podstawie tekstu Iwana Wyrypajewa w reż. Norberta Rakowskiego, gdzie zagrał Laurenza, który zdradził swoją żonę.
Pojawił się w teledysku do utworu „List motywacyjny” raperów Tau i Palucha (2014). Na małym ekranie zadebiutował w roli żołnierza w serialu Prawo Agaty (2013). W serialu Przyjaciółki (2017) emitowanym w Polsacie, grał postać fotografa Jacka. W 2018 trafił na plan opery mydlanej Na dobre i na złe, emitowanej w Dwójce, w roli doktora Rafała Malickiego, który był sanitariuszem podczas misji wojskowej w Afganistanie. W 2019 przyjął rolę aspiranta w serialu Zawsze warto, emitowanym w Polsacie. W serialu Echo serca (2019) zagrał pracownika służby więziennej i aspirującego kulturystę.
W 2016 roku wystąpił w dramacie Artura Urbańskiego Kryształowa dziewczyna jako Wasyl, w którym beznadziejnie zakochany jest inny bohater filmu (Mateusz
Kocięcki). W magazynie kulturalnym Kalejdoskop uznano, że postać Eleryka „zdobędzie serce damskiej części widowni”, natomiast aktor „ma spore szanse w plebiscycie na najbardziej elektryzującego aktora”. Jego drugoplanową rolę w komedii Horror Story chwalono między innymi w recenzji dla TVP Kultura.
Znany z mocno rozbudowanej muskulatury. Gościł także na okładkach gazet, w tym m.in. w Tele Tygodniu (w kwietniu 2023) i Świecie Seriali (w sierpniu 2023).
W 2025 roku pojawił się w roli „Komara” w grze Kingdom Come: Deliverance 2.

## Filmografia
- 2013 – Prawo Agaty jako żołnierz (odc. 47)
- 2013 – Komisarz Alex jako Elegant (odc. 40)
- 2013 – Czas honoru (odc. 70)
- 2015 – Strażacy jako strażak PSP (odc. 3)
- 2015 – Moje córki krowy jako sanitariusz
- 2015 – Król życia jako żołnierz
- 2015 – Gejsza jako Jakub Garda
- 2016 – Kryształowa dziewczyna jako Wasyl
- 2017–2018 – Przyjaciółki jako fotograf Jacek (odc. 110–115, 117–122, 124)
- 2017 – Na dobre i na złe jako Maciej (odc. 673)
- 2017 – O mnie się nie martw jako Dawid (odc. 69)
- 2017 – Cicha noc jako facet w autobusie
- 2017 – Na Wspólnej jako Stanisław Barczyk (odc. 2473–2474, 2481, 2484–2485, 2504)
- 2017 – Ultraviolet jako kibol w klubie Brodzkiego (odc. 3)
- 2017 – Syn Królowej Śniegu
- 2018–2019 – Na dobre i na złe jako lekarz Rafał Malicki (odc. 699–702, 704, 711–712, 742)
- 2018 – Chyłka. Zaginięcie jako człowiek „Wita” (odc. 3)
- 2019–2020 – Zawsze warto jako aspirant (odc. 1, 10, 21, 23)
- 2019 – Pułapka jako ochroniarz (odc. 12–13)
- 2019 – Echo serca jako Piotr Makowski (odc. 29)
- 2019 – Solid Gold jako goryl Jedynaka
- 2020 – Komisarz Alex jako „Guma” (odc. 182)
- 2020 – Ojciec Mateusz jako Robert Kocur (odc. 309)
- 2020 – Bez skrupułów jako goryl Jedynaka (odc. 1)
- 2021 – Klangor jako więzień Emil Knapik
- 2021 – Erotica 2022 jako typ w dresie
- 2021 – Furioza jako „Olo”[11]
- 2021 – Planeta singli. Osiem historii jako aspirant Maciej Złotowski
- 2021 – Wszystkie nasze strachy jako Sławek
- od 2022 – Skazana jako Krystian, ukochany Pati
- 2022 – Gang Zielonej Rękawiczki jako ochroniarz Brykalskiego (odc. 1–3)
- 2022 – Kruk. Jak tu ciemno jako policjant Bogdan Tereszczenko (odc. 2)
- 2022 – Liczba doskonała jako zomowiec
- od 2022 – Nieobecni jako oficer dyżurny
- 2022 – Samiec Alfa jako Andrzej
- 2022 – Apokawixa jako Tołdi
- 2022 – Brokat jako Wojtek (odc. 1, 6)
- 2023 – Wyrwa jako „Ułan”
- 2023 – Mój agent jako Lis, ochroniarz Agaty Kuleszy (odc. 12)
- 2023 – Sexify jako dowódca (odc. 10)
- 2023 – Emigracja XD jako Bolo Tokar (odc. 9–10)
- 2023 – Horror Story jako Jarek
- 2023 – Pati jako Krystian, ukochany Pati (odc. 1–6)
- 2024 – Rojst. Millenium jako Zbigniew Grochowiak
- 2024 – Kulej. Dwie strony medalu jako Andrzej „Aluś” Turcewicz
- 2024 – Wrooklyn Zoo
- 2024 – Idź przodem, bracie jako Sylwek
- 2025 – 13 dni do wakacji jako sierżant[12][13]

Teledyski
- 2013 – O.S.T.R. & Hades – „Obsesja”
- 2014 – Tau feat. Paluch – „List motywacyjny”[3]
- 2018 – Cute Mess – „Help Yourself”
- 2021 – PRO8L3M feat. Vito Bambino – „Ritz Carlton (Remix)” lub „Furioza”[14]
- 2024 – Zdechły Osa, Tektonika & Ozi Jarczewska – „Wrooklyn Zoo”